# Троицкий храм (Волок)
Церковь Троицы Живоначальной — утраченный православный храм, располагавшийся в селе Волок Торопецкого района Тверской области. Был разрушен в советское время.
Дата постройки первого храма в Волоке неизвестна. В 1844 году в неё был переведен священник Пётр Васильевич Холмский, а в 1850 году, согласно метрическим книгам, — крещена Елизавета Дмитриева.
Каменный однопрестольный храм в Волоке был построен в 1865 году по завещанию помещика Л. И. Кушелева его женой К. Е. Кушелевой.
Кирпичный храм с пристроенной рядом колокольней. В 1876 году имел 1105 прихожан (544 мужчины и 561 женщина), в 1879 году — 1149 прихожан (540 мужчина и 609 женщин).
К храму были приписаны три часовни: в самом погосте Волок на месте бывшего деревянного храма; в селе Понизовье, построена на средства помещика А. Кушелева и в деревне Монастырёво (Зуи), стоявшая по преданию на месте монастырского храма.
На территории прихода действовали три церковно-приходские школы: в Волоке (основана 1884 или 1882 году), в Монастырёво (открыта в 1905 году) и в Шешено (основана в 1902 году).
Данных об истории церкви после 1917 года нет, до XXI века она не сохранилась.